# Gjellerupia
Gjellerupia is een geslacht van hooiwagens uit de familie Zalmoxioidae.
De wetenschappelijke naam Gjellerupia is voor het eerst geldig gepubliceerd door Roewer in 1913. 

## Soorten
Gjellerupia omvat de volgende 3 soorten:
- Gjellerupia minima
- Gjellerupia neoguinensis
- Gjellerupia pallicolor